# Saison 3 de The Odd Couple
Chronologie
Saison 2
Cet article présente le guide des épisodes de la troisième saison de la série télévisée américaine The Odd Couple.

## Généralités
- Aux États-Unis, la saison a été diffusée du 17 octobre 2016 au 30 janvier 2017 sur le réseau CBS.
- Au Canada, la saison a été diffusée en simultanée sur le réseau Citytv[1].

## Distribution

### Acteurs principaux
- Matthew Perry (VF : Emmanuel Curtil) : Oscar Madison
- Thomas Lennon (VF : Stéphane Ronchewski) : Felix Unger
- Lindsay Sloane (VF : Olivia Luccioni) : Emily
- Wendell Pierce (VF : Paul Borne) : Teddy
- Yvette Nicole Brown (VF : Anne Mathot) : Danielle « Dani » Duncan

### Acteurs récurrents et invités
- Teri Hatcher (VF : Claire Guyot) : Charlotte
- Geoff Stults (VF : Thomas Roditi) : Murph
- Busy Philipps : Natasha[2] (épisode 10)
- Jessica Walter : Meredith Unger, mère de Felix[3] (épisode 8)

## Épisodes

### Épisode 1: Titre français inconnu (London Calling)
- États-Unis /  Canada : 17 octobre 2016 sur CBS[4] / Citytv
- Belgique : 2 juin 2019 sur Club RTL

- États-Unis : 4,58 millions de téléspectateurs[5] (première diffusion)

- Teri Hatcher (Charlotte)
- Nathan Morris (Nathan Morris)
- Wanya Morris (Wanya Morris)
- Shawn Stockman (Shawn Stockman)
- Londale Theus Jr. (Driver)

### Épisode 2: Chez Oscar (Food Fight)
- États-Unis /  Canada : 24 octobre 2016 sur CBS / Citytv
- Belgique : 9 juin 2019 sur Club RTL

- États-Unis : 4,87 millions de téléspectateurs[6] (première diffusion)

- Fred Willard (Fred Langford)
- Jerry Lambert (Wayne)
- David Pressman (Norman)
- Judy Kain (Maureen)
- Luis Jimenez (Bartender)
- Jim Shipley (Guy)
- Vivian Marie Lamolli (Woman)

### Épisode 3: Une âme d'enfant (I Kid, You Not)
- États-Unis /  Canada : 31 octobre 2016 sur CBS / Citytv
- Belgique : 18 septembre 2020 sur Club RTL

- États-Unis : 4,28 millions de téléspectateurs[7] (première diffusion)

- Teri Hatcher (Charlotte)
- Caleb Brown (Evan)
- Bryant Tardy (Andre)
- August Maturo (Simon)
- Ruth Wilhoit (Anne)
- Isabella Alvarez (Birdie)
- Ethan Michael Mora (Frank)
- Jayden Maddux (Kid #1)

### Épisode 4: Confiseries et nostalgie (Taffy Days)
- États-Unis /  Canada : 7 novembre 2016 sur CBS / Citytv
- Belgique : 26 septembre 2020 sur RTL-TVI

- États-Unis : 5,02 millions de téléspectateurs[8] (première diffusion)

- Geoff Stults (Murph)
- Penny Marshall (Patty)
- Ron Howard (Stanley)
- Marion Ross (Edna)
- Cindy Williams (Vivian)
- Pam Dawber (Arnette)
- Anson Williams (Clayton)
- Don Most (Fred)

### Épisode 5: Comme une grande (Miss England)
- États-Unis /  Canada : 14 novembre 2016 sur CBS / Citytv
- Belgique : 3 octobre 2020 sur RTL-TVI

- États-Unis : 4,69 millions de téléspectateurs[9] (première diffusion)

- Lesley Nicol (Margaret)
- Chris Bosh (Chris Bosh)
- Alex Enriquez (Jared)
- Jackie Moore (Amber)
- Christopher Gehrman (Sherlock)
- Kiva Jump (Eliza)
- Lauren Baldwin (Donna)
- Flora Rubenhold (Queen)
- O'Neill Monahan (Noah)

### Épisode 6: Mon ami Eisen (Eisen Trouble)
- États-Unis /  Canada : 21 novembre 2016 sur CBS / Citytv
- Belgique : 10 octobre 2020 sur RTL-TVI

- États-Unis : 4,58 millions de téléspectateurs[10] (première diffusion)

- Rich Eisen (Rich Eisen)
- Dio Johnson (Boxing Instructor)
- Rebecca Klingler (Madeline)
- Damien Gomez (Waiter)

### Épisode 7: Thérapie de groupe (The Odd Couples)
- États-Unis /  Canada : 28 novembre 2016 sur CBS / Citytv
- Belgique : 24 octobre 2020 sur RTL-TVI

- États-Unis : 4,61 millions de téléspectateurs[11] (première diffusion)

- Sheryl Underwood (Diane)
- Caroline Aaron (Christina Goldman)
- Derek Basco (Delivery Guy)

### Épisode 8: Joyeux Noël, Félix! (Felix Navidad)
- États-Unis /  Canada : 12 décembre 2016 sur CBS / Citytv
- Belgique : 24 octobre 2020 sur RTL-TVI

- États-Unis : 5,23 millions de téléspectateurs[12] (première diffusion)

- Geoff Stults (Murph)
- Fred Willard (Fred Langford)
- Judy Kain (Maureen)
- Jessica Walter (Meredith Unger)

### Épisode 9: La femme de mon meilleur ami (My Best Friend’s Girl)
- États-Unis /  Canada : 2 janvier 2017 sur CBS / Citytv
- Belgique : 31 octobre 2020 sur RTL-TVI

- États-Unis : 5,33 millions de téléspectateurs[13] (première diffusion)

- Geoff Stults (Murph)
- Teri Hatcher (Charlotte)
- Carol Mack (Regina)
- Sheila Carrasco (Lilias)
- Nardeep Khurmi (Lance)

### Épisode 10: Le coup d'un soir (Should She Stay or Should She Go)
- États-Unis /  Canada : 9 janvier 2017 sur CBS / Citytv
- Belgique : 31 octobre 2020 sur RTL-TVI

- États-Unis : 5,04 millions de téléspectateurs[14] (première diffusion)

- Geoff Stults (Murph)
- Teri Hatcher (Charlotte)
- Busy Phillips (Natasha)
- Carol Herman (Muriel)
- Saba Homayoon (Eve)
- Christina Ulloa (Michelle)

### Épisode 11: Oiseau de malheur (Batman vs. The Penguin)
- États-Unis /  Canada : 16 janvier 2017 sur CBS / Citytv
- Belgique : 7 novembre 2020 sur RTL-TVI

- États-Unis : 5,61 millions de téléspectateurs[15] (première diffusion)

- Teri Hatcher (Charlotte)
- Geoff Stults (Murph)
- Luc Robitaille (Luc Robitaille)

### Épisode 12: Titre français inconnu (The God Couple)
- États-Unis /  Canada : 30 janvier 2017 sur CBS / Citytv
- Belgique : 7 novembre 2020 sur RTL-TVI

- États-Unis : 5,78 millions de téléspectateurs[16] (première diffusion)

- Duane Martin (Michael)
- Brandon Sutton (Troy)
- Carla Renata (Raylene)
- Judilin Bosita (Production Assistant)
- Ausby Larkin Jr. (Luke)
- Pamela Roberts (Parishioner)

### Épisode 13: Titre français inconnu (Conscious Odd Coupling)
- États-Unis /  Canada : 30 janvier 2017 sur CBS / Citytv
- Belgique : 14 novembre 2020 sur RTL-TVI

- États-Unis : 5,3 millions de téléspectateurs[16] (première diffusion)

- Teri Hatcher (Charlotte)
- Parvesh Cheena (en) (Neil Armstrong)
- Artie O'Daly (Terrance)
- Pamela Roberts (Parishioner)